# Малаха, Евгений Александрович
Евгений Александрович Малаха (2 мая 1946, Омутнинск, Кировская область — 21 сентября 2020, Донецк) — заслуженный работник культуры Украины, директор совместного предприятия «Интерхоббиэкспо», известный коллекционер-фалерист, автор некоторых гербов Донецкой области.

## Биография
С 1962 года Евгений Александрович Малаха работал на Донецком металлургическом заводе. С 1965 по 1975 годы — проектировщик в институте Донгипрошахт. В 1971 году закончил Украинский заочный политехнический институт по специальности «Промышленная теплоэнергетика». В 1971—1972 годах служил в Вооружённых силах, далее — с 1972 по 1977 годы преподавал в Донецком политехническом институте, с 1977 по 1988 годы — в Макеевском инженерно-строительном институте.
С 1990 года — заместитель директора фирмы «Интерхоббитехника» Ассоциации делового сотрудничества с зарубежными странами «Научно-технический комплекс» (Москва).
С 1993 года и по 2020 год — директор фирмы «Интерхоббиэкспо» (Донецк).
Евгений Александрович Малаха скончался 21 сентября 2020 года в Донецке.

## Фалеристика и геральдика
Малаха был одним из главных координаторов фалеристического движения в СССР. С 1984 года по 1999 год он был председателем Донецкого клуба коллекционеров. Евгений Александрович Малаха был инициатором создания Всесоюзного объединения клубов фалеристики и его председателем с 1989 по 1995 годы.
При участии Евгения Малахи в 1987 году при Всесоюзном объединении клубов фалеристики (ВОКФ) была создана Секция геральдистов, которая впоследствии послужила основой для создания Всесоюзного (Всероссийского) геральдического общества и Союза геральдистов России. Малаха — организатор первых слетов геральдистов ВОКФ.
Состоял в комиссии Донецкого областного совета по рассмотрению проектов символики Донецкой области.
Им были разработаны 17 территориальных гербов Донецкой области:
- совместно с Павлом Чесноковым, при участии Николая Стародубцева) — герб Володарского района Донецкой области
- совместно с Николаем Стародубцевым — герб Волновахи, флаг Волновахи
- совместно с Павлом Чесноковым — флаг Авдеевки[5], герб Добропольского района Донецкой области[6], герб Александровского района Донецкой области[7].
- совместно с Олегом Киричком — герб Старобешевского района Донецкой области[8]
- Принимал участие в разработке и изготовлении Знака Отличия Президента Украины (ныне — ордена «За заслуги III степени») — первой награды независимой Украины

Награждён знаком «За отличную работу» Министерством культуры СССР (1991), заслуженный работник культуры Украины (1993) — награждён за разработку и изготовление первой национальной награды независимой Украины.
Награждён Почётным знаком им. А. Б. Лакиера «Сподвижнику геральдики» I степени (№ 5) и медалью «За заслуги» научно-популярного журнала «Гербовед».
Автор нескольких научных публикаций и авторских свидетельств на изобретения и одного патента (Франция) по теме научно-исследовательской деятельности. Организатор и участник выставок коллекционеров в Донецке, Киеве, Москве, Новосибирске, Польше и Германии.